# Euacanthe
Euacanthe är ett släkte av svampar. Euacanthe ingår i familjen Scortechiniaceae, ordningen Coronophorales, klassen Sordariomycetes, divisionen sporsäcksvampar och riket svampar.
| Euacanthe | \| \| Euacanthe usambarensis \| \| \| \| |
|           | \| \| Euacanthe usambarensis \| \| \| \| |
|           | Euacanthe usambarensis                   |
|           |                                          |

|  | Euacanthe usambarensis |
|  |                        |